# Gimnàstica als Jocs Olímpics d'estiu de 1936
Als Jocs Olímpics d'Estiu de 1936 celebrats a la ciutat de Berlín (Alemanya) es disputaren nou proves de gimnàstica. La competició es desenvolupà entre els dies 10 i 12 d'agost de 1936. En aquesta edició la competició incorporà una competició femenina per equips.

## Resum de medalles

### Categoria masculina
| Prova                              | Or | Plata | Bronze |
| Concurs complet individual Detalls | Alfred Schwarzmann | Eugen Mack | Konrad Frey |
| Concurs complet per equips Detalls | AlemanyaFranz Beckert · Konrad Frey · Alfred Schwarzmann · Willi Stadel · Inno Stangl · Walter Steffens · Matthias Volz · Ernst Winter | SuïssaWalter Bach · Albert Bachmann · Walter Beck · Eugen Mack · Georges Miez · Michael Reusch · Eduard Steinemann · Josef Walter | FinlàndiaMauri Nyberg-Noroma · Veikko Pakarinen · Aleksanteri Saarvala · Heikki Savolainen · Esa Seeste · Einari Teräsvirta · Eino Tukiainen · Martti Uosikkinen |
| Exercici de terra Detalls          | Georges Miez | Josef Walter | Konrad Frey Eugen Mack |
| Barra fixa Detalls                 | Aleksanteri Saarvala | Konrad Frey | Alfred Schwarzmann |
| Barres paral·leles Detalls         | Konrad Frey | Michael Reusch | Alfred Schwarzmann |
| Cavall amb arcs Detalls            | Konrad Frey | Eugen Mack | Albert Bachmann |
| Anelles Detalls                    | Alois Hudec | Leon Štukelj | Matthias Volz |
| Salt sobre cavall Detalls          | Alfred Schwarzmann | Eugen Mack | Matthias Volz |

### Categoria femenina
| Prova                              | Or | Plata | Bronze |
| Concurs complet individual Detalls | AlemanyaAnita Bärwirth · Erna Bürger · Isolde Frölian · Friedl Iby · Trudi Meyer · Paula Pöhlsen · Julie Schmitt · Käthe Sohnemann | TxecoslovàquiaJaroslava Bajerová · Vlasta Děkanová · Božena Dobešová · Vlasta Foltová · Anna Hřebřinová · Matylda Pálfyová · Zdeňka Veřmiřovská · Marie Větrovská | HongriaMargit Csillik · Margit Kalocsai · Ilona Madary · Gabriella Mészáros · Margit Nagy · Olga Tőrös · Judit Tóth · Eszter Voit |

## Medaller
| Posició | País           | Or | Argent | Bronze | Total |
| 1       | Alemanya       | 6  | 1      | 6      | 13    |
| 2       | Suïssa         | 1  | 6      | 2      | 9     |
| 3       | Txecoslovàquia | 1  | 1      | 0      | 2     |
| 4       | Finlàndia      | 1  | 0      | 1      | 2     |
| 5       | Iugoslàvia     | 0  | 1      | 0      | 1     |
| 6       | Hongria        | 0  | 0      | 1      | 1     |